# Witness: The Tour
Witness: The Tour fue la cuarta gira mundial de conciertos de la cantante y compositora estadounidense Katy Perry, en apoyo de su cuarto álbum de estudio, Witness (2017). La gira comenzó el 19 de septiembre de 2017, en Montreal, Canadá, y concluyó el 21 de agosto de 2018, en Auckland, Nueva Zelanda. Katy Perry realizó un total de 115 espectáculos que visitaron América del Norte, América del Sur, Asia, Europa, África y Oceanía.
A finales de 2017, la gira se colocó en el número 77 de la lista de  Pollstar  Top 100 Worldwide Tours de fin de año, estimando que recaudó $ 28.1 millones y que 266,300 personas asistieron a los conciertos de Perry durante el año que acababa de finalizar. En julio de 2018,  Pollstar  clasificó la gira en el #14 en el medio año Top 100 Worldwide Tours 2018 con $ 48.8 millones y 577,617 de boletos vendidos en 54 shows, trayendo un total de $ 76.9 millones y 844,000 boletos vendidos.

## Antecedentes y producción

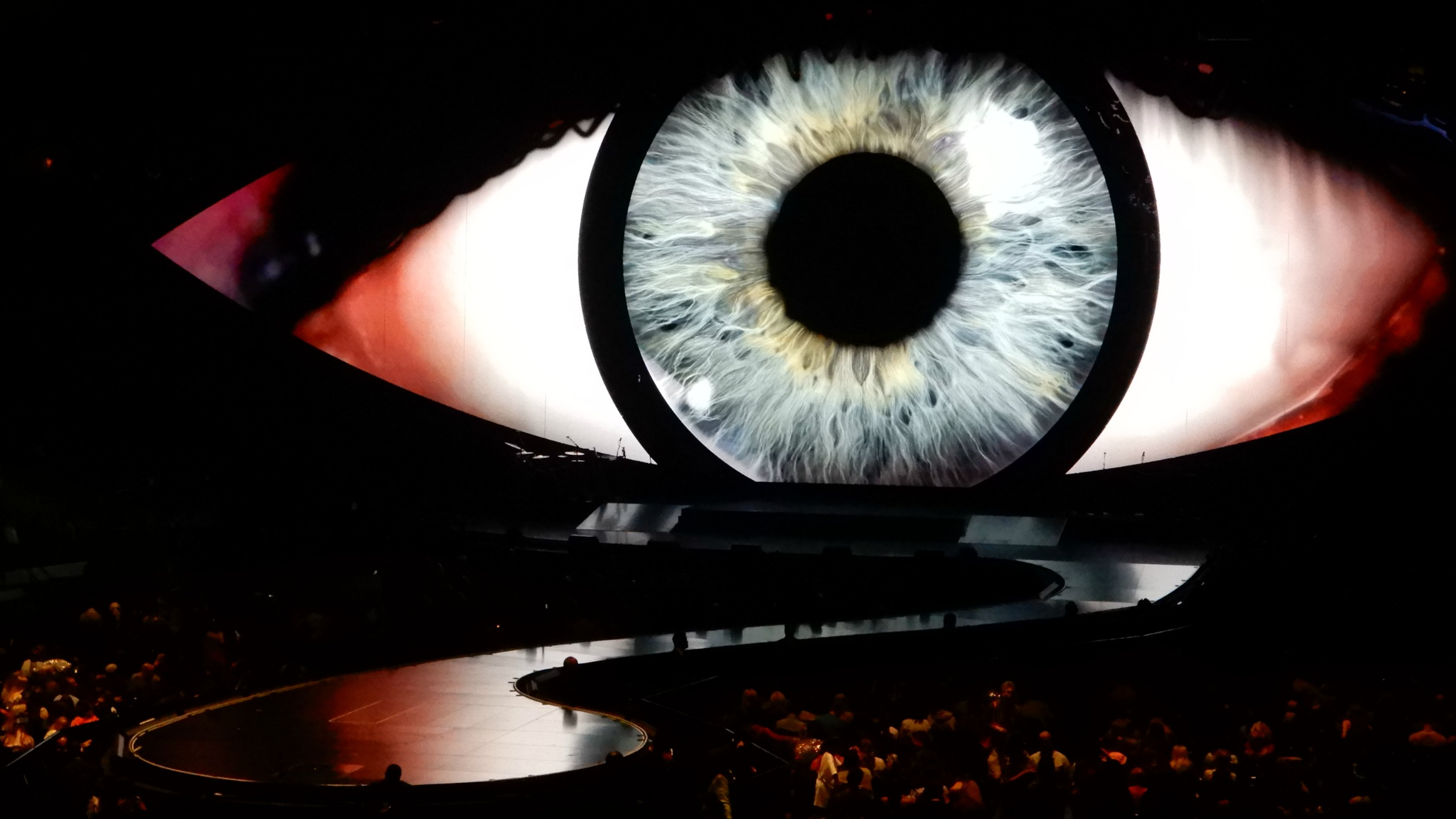
Escenario para la gira.

El 15 de mayo de 2017, Perry confirmó que su cuarto álbum Witness sería lanzado el 9 de junio de 2017, y también anunció que se embarcaría en su gira mundial Witness: The Tour para promocionar el disco, que estaría patrocinada por AEG Live. Se incluirá una copia del álbum junto con los boletos comprados. Un dólar de cada boleto comprado irá a los Boys & Girls Clubs of America. Los aficionados también tendrán la oportunidad de ganar boletos gratis al tomar medidas para apoyar a esa organización a través del Global Poverty Project # Global Citizen (Global Citizen).
Después de la preventa el 18 de mayo de 2017, Perry anunció espectáculos adicionales en las ciudades de Nueva York, Boston, Chicago, y dos espectáculos más en el Centro Staples de Los Ángeles, todo esto debido a la gran demanda de entradas. El 2 de junio de 2017 fueron anunciadas las primeras fechas europeas de la gira mundial para el año 2018. Después se añadió un segundo concierto en el O2 Arena de Londres por la alta demanda. A finales de junio fue anunciada la parada australiana de la gira. Poco después, tras un mes desde la puesta en venta de las entradas en Australia, debido a la alta demanda del público australiano, fuero anunciadas varias fechas adicionales en el país. Esta misma situación tuvo lugar en el concierto en Nueva Zelanda, donde se añadió una segunda fecha.
La gira estaba originalmente programada para comenzar en Columbus el 7 de septiembre de 2017. Sin embargo, Perry reveló el 17 de agosto que debido a los retrasos de producción, la gira había sido reprogramada para comenzar el 19 de septiembre de 2017, con la apertura en Montreal, En el Centre Bell. También confirmó que Noah Cyrus, Purity Ring, Plymouth y Carly Rae Jepsen actuarían respectivamente como actos de apertura del 19 de septiembre al 1 de noviembre, del 7 de noviembre al 20 de diciembre y el 5 de enero de 2018 al 5 de febrero de 2018. En octubre fueron confirmados tres conciertos en México. Se agregó un concierto adicional en Monterrey para el 9 de mayo después de que para el primero se agotasen las entradas. Esta misma situación se repitió en Ciudad de México, añadiéndose otra fecha adicional en la capital mexicana. Poco después, fueron anunciadas fechas para Chile, Argentina, Brasil y Perú, extiendo la gira por América Latina. Del mismo modo, fue anunciada poco después una fecha adicional en Vancouver, con la que finalizaría la primera etapa de la gira. Asimismo, fueron anunciadas fechas asiáticas, expandiendo la gira hasta a más de 100 fechas internacionales. Entre ellas, fue confirmado un concierto especial por Nochevieja en Abu Dhabi. En enero fue confirmada el primer concierto de la carrera de Perry en Sudáfrica como parte de la gira, con dos fechas en Johannesburgo. A mediados de febrero fueron anunciadas dos fechas adicionales en Europa, la primera en Lisboa como parte del festival Rock In Rio y la segunda en Barcelona en el Palau Sant Jordi. El 9 de mayo de 2018, Perry anunció dos shows más, uno en Adelaida y otro en Sídney.

### Witness: Coming Home
El 13 de marzo de 2018, Perry anunció  Witness: Coming Home , un concierto benéfico que se llevó a cabo en su ciudad natal, Santa Bárbara, California, que benefició a quienes aún se están recuperando de las secuelas de los incendios forestales y los deslaves del sur de California. Perry se asoció con la Fundación de Santa Bárbara, el Fondo 93108 y The 805 UndocuFund, que ayudan a los miembros de la comunidad en el área de Santa Bárbara a través de subvenciones y diversos esfuerzos filantrópicos. Las entradas para el concierto beneficio se agotaron en poco tiempo.

## Sinopsis

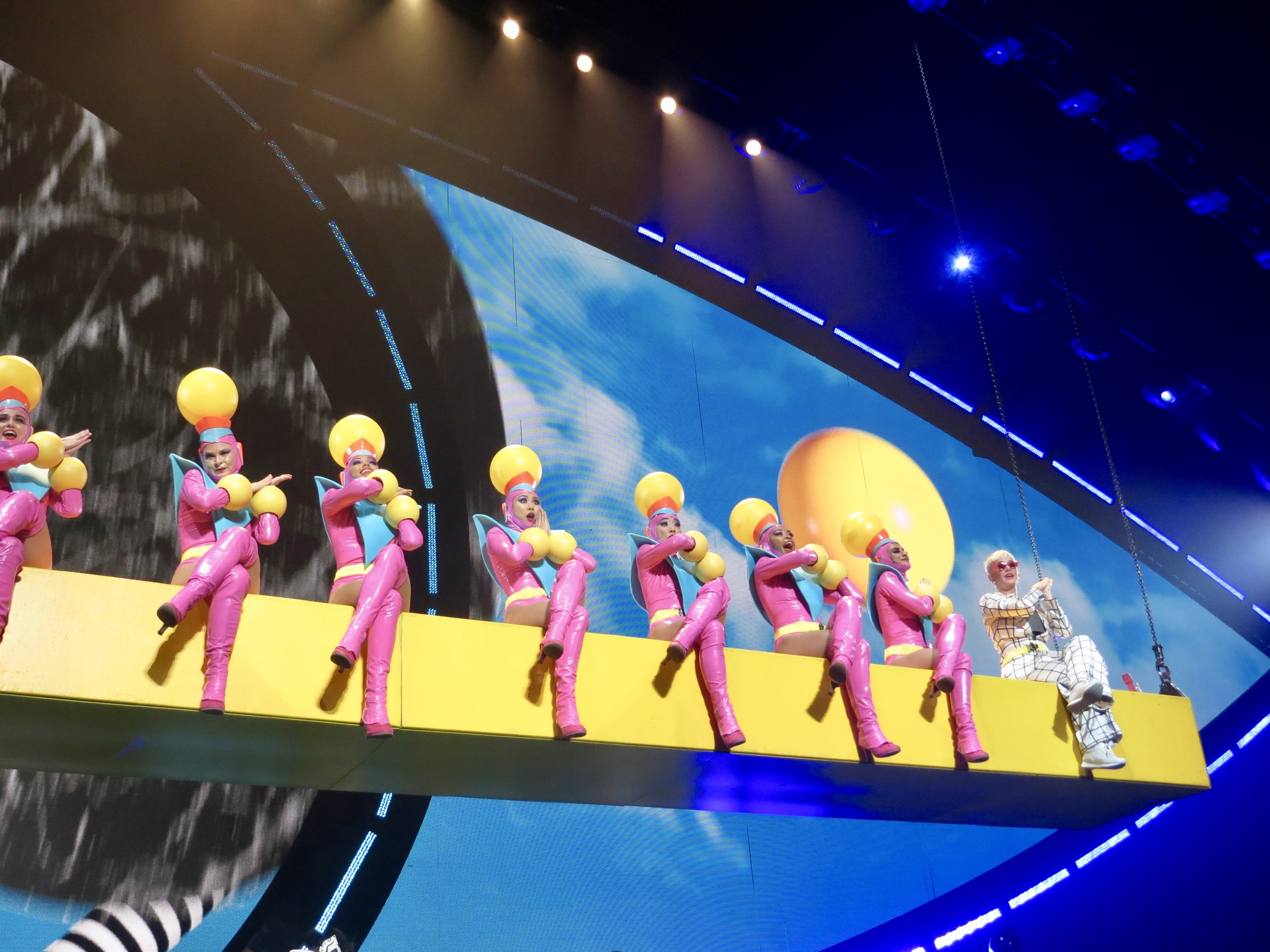
Perry interpretando "Teenage Dream"

Poco antes de que comience el espectáculo, la pantalla en forma de ojo muestra un vídeo por unos momentos.

El espectáculo comienza cuando el ojo se transforma en una galaxia que muestra un viaje a través del espacio exterior, que conduce a un planeta de color rojo mientras se escucha la versión instrumental de "Witness". La pantalla se abre para revelar a Katy Perry encima de una estructura luminosa en forma de estrella, usando un traje rojo con capucha de lentejuelas con gafas de sol (en otras fechas la artista usaba una armadura dorada). Empieza a cantar un fragmento de la canción que lleva el nombre de la gira, que es "Witness", seguido de "Roulette", que es interpretada encima de gigantes dados escalables. "Dark Horse" es la siguiente en ser cantada, en la cual Perry y sus bailarinas están encima de plataformas móviles que se elevan. Perry pasa a realizar la presentación de "Chained to the Rhythm", con títeres grandes vestidos con trajes y televisores en las cabezas de dichos figurantes que se desplazan por el escenario. A continuación se reproduce un interludio de vídeo que muestra un reloj que corre hacia atrás junto a fotos de la infancia de Katy Perry, mientras sus dos coristas interpretan partes de "Act My Age". Perry emerge usando un pantalón con un diseño de rejilla, mientras que sus bailarines usan trajes coloridos y con formas. "Teenage Dream" es interpretada, que culmina en Perry y sus bailarines realizar coreografía sincronizada mientras está sentado en un cuboide flotante. Perry se quita su chaqueta para revelar un top con una pantalla LED, donde se muestra la letra de "Hot n Cold" mientras Perry interpreta la canción con una guitarra eléctrica. Seguidamente se hace una transición para interpretar "Last Friday Night (T.G.I.F.)", donde Perry y sus cantantes de apoyo la cantan en la parte delantera del escenario. Marionetas en forma de flamencos son guiadas alrededor del escenario por los bailarines durante este número. Las bailarinas aparecen vestidas como muñecas de papel mostrando los vestuarios más memorables de Perry durante "California Gurls", y a mitad de la canción es acompañada por “Left Shark” (tiburón izquierdo) que figuró en el espectáculo de medio tiempo de la Super Bowl XLIX. Perry y “Left Shark” empiezan a interactuar con la audiencia haciendo distintas actividades, como llamar a alguien cercano a ella o subir a un fan al escenario. Unos labios gigantes emergen detrás de la gran pantalla, que es parte de la puesta en escena para realizar "I Kissed a Girl".

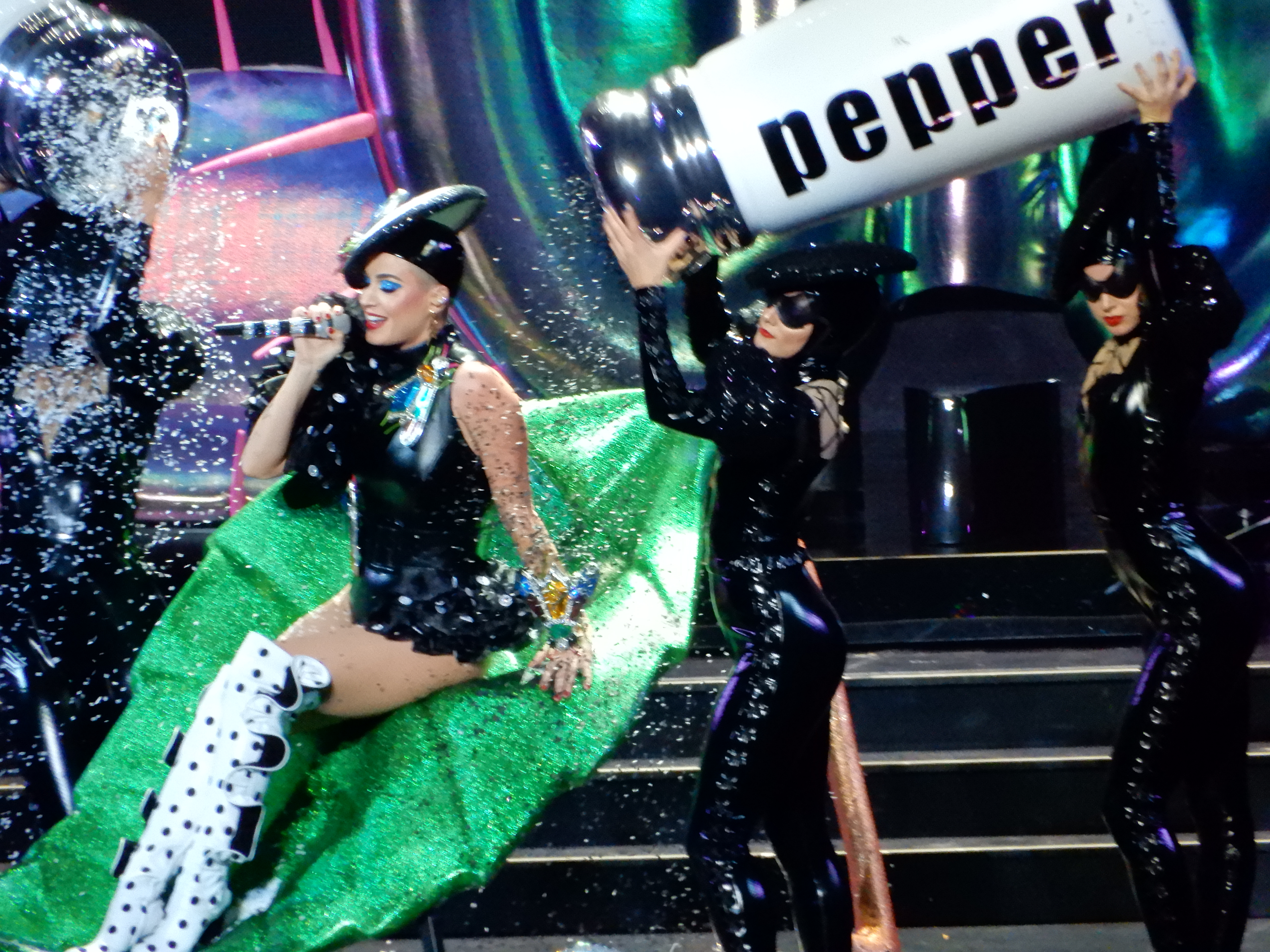
Perry interpretando "Bon Appétit"

En el siguiente segmento, se muestra un interludio, que muestra a Perry flotando en el espacio. El escenario está adornado con enormes rosas, y Perry emerge con un traje de látex de lunares en blanco y negro. Empieza con "Déjà Vu", continua con "Tsunami", durante la cual baila en un poste giratorio. Seguidamente Perry canta "E.T." mientras se unió en el escenario un bailarín en zancos, vestido como un insecto alienígena. "Bon Appétit" se realiza a continuación. Hacia el final de la canción, las moscas enjoyadas se atan al traje de Perry y ella se encuentra en una hoja, mientras que los bailarines vierten lentejuelas de gran tamaño sobre ella como si fuesen sal y pimienta. Perry sale del escenario por un corto tiempo, mientras que los planetas multicolores descienden del techo de la sala, y Perry emerge de un planeta que lleva un vestido cubierto de cristal y una peluca. Ella canta "Thinking of You" con una guitarra acústica sentada el planeta. Perry entonces se mueve a la zona de la pasarela, un área de la etapa en la cual ella es la más cercana a los ventiladores. Invita a un fan a unirse a ella en el escenario antes de cantar "Power", al final de la cual se le dan a Perry alas de ángel.

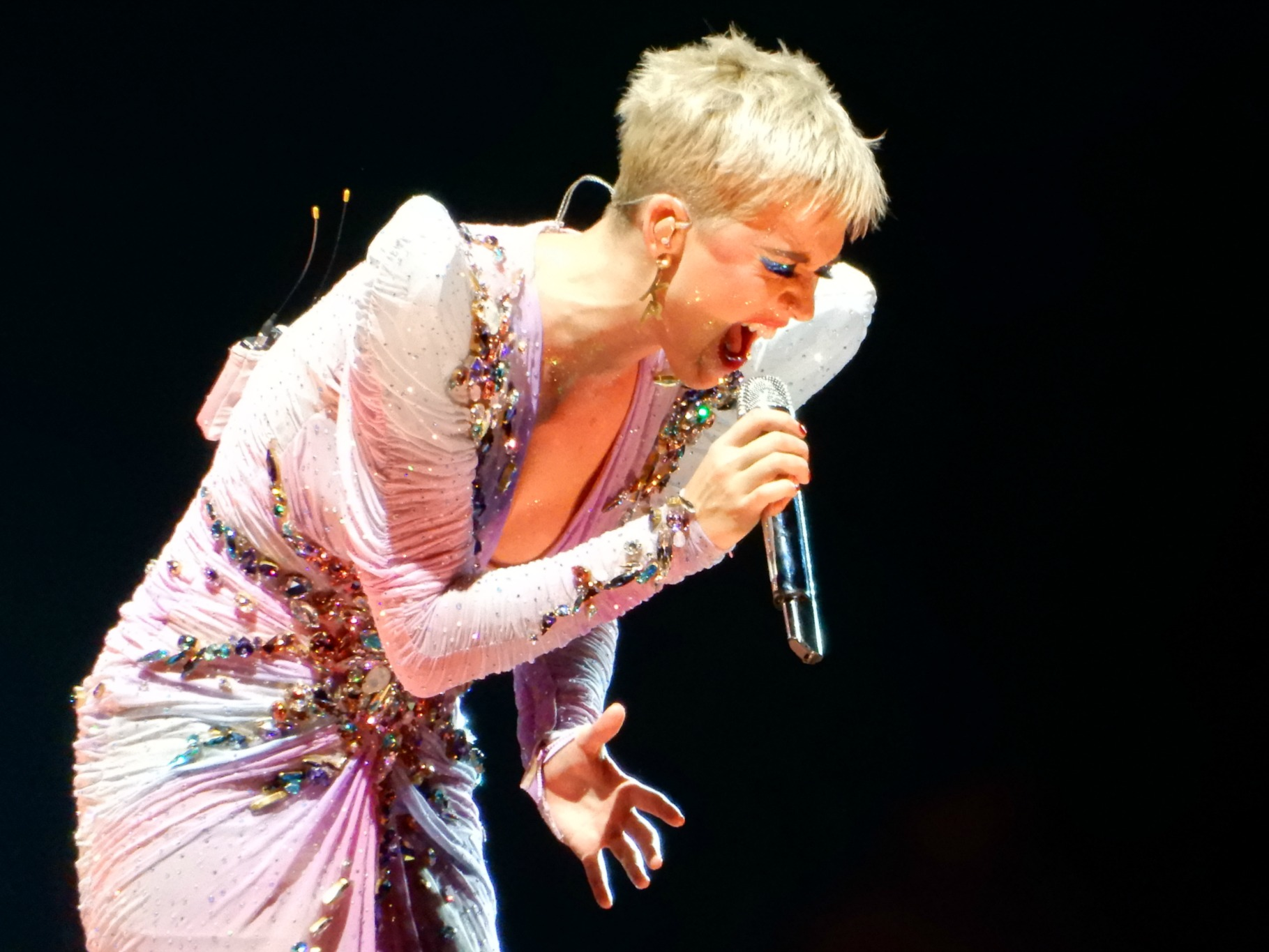
Perry interpretando "Firework"

El siguiente segmento del espectáculo se presenta un interludio en el que se muestra un mundo de videojuego, donde se ve al personaje de Pacman y a Perry que lleva un casco de motocicleta. Las pantallas se abren y ella aparece detrás del escenario montada en una motocicleta fluorescente y llevando un traje azul rayado, comenzando a cantar "Hey Hey Hey", y luego continua con el tema "Part of Me". Una enorme red de baloncesto aparece en el escenario para la interpretación "Swish Swish", donde Perry canta junto a bailarines sosteniendo balones inflables. Perry interrumpe la canción para celebrar un juego improvisado de baloncesto, durante el cual compite contra un asistente de la audiencia, normalmente elige a un padre o a un fanático. Termina la canción presentandoa sus bailarinas. A continuación se interpreta "Roar", mientras que una cabeza de león grande emerge entre la pantalla dividida y pelotas en forma de ojo se lanzan al público, ella se despide y agradece a la audiencia. Después de unos minutos Perry regresa al escenario sobre un péndulo gigante cantando "Pendulum", para finalizar el concierto cantando "Firework", que se interpreta con un vestido de lentejuelas púrpura en la parte superior de una mano que se levanta de debajo de la pasarela. Los fuegos artificiales estallan durante el número. Al final de la canción, la mano se cierra con Perry dentro de ella, terminando el espectáculo.

## Recepción crítica

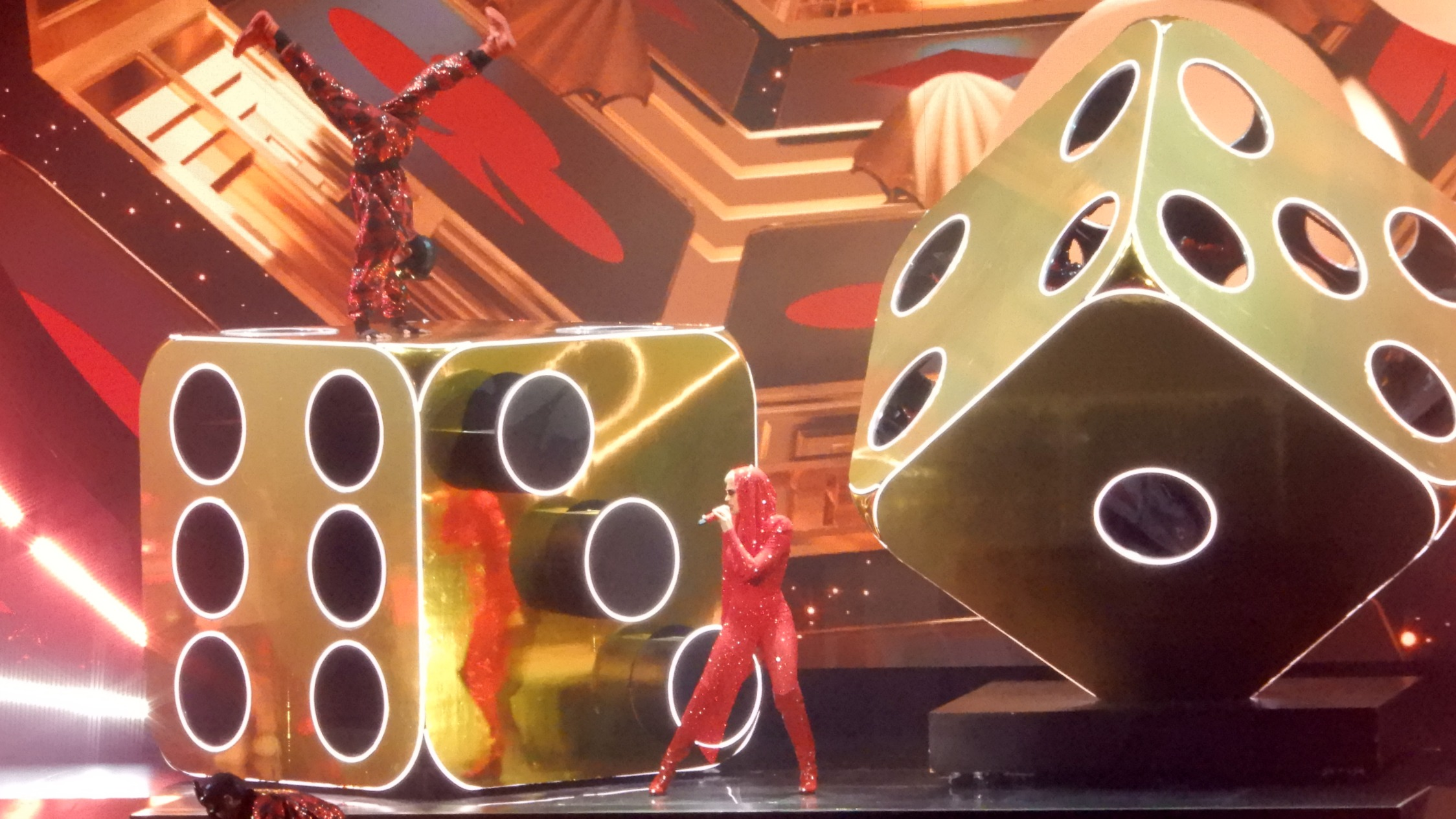
Perry presentándose en Nueva York.

Jon Caramanica de The New York Times dijo que el espectáculo era "juego, loco, ligeramente excesivo" con un diseño de escenario "impecable", aunque pensó que el "nuevo material" que interpretó estaba "entre su más débil". Él elogió la autoconfianza de Perry que presentó en el escenario, y a pesar de que pensó que "a menudo, sus voces en vivo eran bajas en la mezcla", felicitó a las actuaciones acústicas cuando el cantante se sentó y tocó con una guitarra. Jeffrey Lee Puckett de USA Today elogió las imágenes del espectáculo, incluido el "desenfoque continuo de luces explosivas, vídeo, enormes marionetas, bailarinas, gigantescos objetivos de baloncesto, confeti y robot Venus". Sin embargo, sintió que el setlist era un aspecto "menos exitoso" del espectáculo, y agregó que "las nuevas canciones de Perry de su álbum 'Witness' no tienen la nitidez ni la exuberancia pop de su material más antiguo, sino que simplemente se deslizan hacia un embrollo genérico de latido por minuto". Jordan Zivitz, del Montreal Gazette, dijo que "el tiempo extra de producción podría haber sido utilizado para ajustar visuales cuyas yuxtaposiciones y declaraciones eran tan confusas como coloridas", pero felicitó a Perry por su presencia en el escenario, y agregó que " la energía estaba ciertamente allí, con el cantante permaneciendo en constante movimiento en un escenario de varias etapas durante dos horas ".

## Emisiones y grabaciones
Katy Perry anunció que los shows de Vancouver del 5 y 6 de febrero de 2018 se filmaron para un "proyecto especial".
Dicho proyecto nunca vio la luz y sus motivos son desconocidos hasta la fecha.

## Actos de apertura
Primera y Tercera etapa - América del Norte
- Noah Cyrus (septiembre-octubre de 2017)
- Purity Ring (noviembre-diciembre de 2017)
- Carly Rae Jepsen (enero-febrero de 2018)

Segunda Etapa-Asia
- Martin Avari (31 de diciembre de 2017)
- Gülşen (31 de diciembre de 2017)

Cuarta Etapa - América Latina
- Augusto Schuster(8 de marzo de 2018)
- Lali (11 de marzo de 2018)
- Bebe Rexha (marzo de 2018)

Sexta Etapa - Norteamérica
- CYN (mayo de 2018)

Séptima Etapa - Europa
- Tove Styrke (mayo-junio de 2018)
- Hailee Steinfeld (junio de 2018)

## Repertorio
Esta lista de canciones es representativa del primer espectáculo del 19 de septiembre de 2017, durante los espectáculos posteriores hubo cambios en el orden de las canciones.
Acto I
1. «Witness»/«Roulette»
2. «Dark Horse»
3. «Chained to the Rhythm»
4. Act My Age (interludio)

Acto II
1. «Teenage Dream»
2. «Hot n Cold»

1. «California Gurls»
2. «I Kissed a Girl»

Acto III
1. «Deja Vu»
2. «Tsunami»
3. «E.T.»
4. «Bon Appétit» (con elementos de "What Have You Done for Me Lately")

Acto IV
1. «Mind Maze (interludio)»
2. «Wide Awake»
3. «Thinking of You»
4. «Power»

Acto V
1. «Part of Me»
2. «Swish Swish»
3. «Roar»

Encore
1. «Firework»

Notas
- En algunas fechas interpretó Save as Draft antes de Power.[19]
- El 6 de octubre de 2017 en Nueva York, Perry realizó una versión acústica de "Part of Me" antes de "Power", como una dedicatoria a sus fanes por venir después de la reciente masacre en masa en un concierto en Las Vegas.[20][21]
- El 3 de mayo de 2018 en México, Perry  interpretó por primera vez su canción "Pendulum" antes de "Firework", siendo esta canción añadida al repertorio para las demás fechas.[22]
- "Wide Awake" no fue interpretada durante las primeras fechas. Sin embargo, Perry interpretó "Save as Draft" y "Hey Hey Hey" antes de "Power" y "Part of Me" respectivamente en fechas seleccionadas.
- En fechas seleccionadas interpretó "Unconditionally" en lugar de "Thinking of You" en América del Sur.
- Desde el primer espectáculo en Saitama en adelante, Perry interpretó "Into Me You See" en lugar de  "Thinking of You".
- En fechas seleccionadas, Perry interpretó "Pendulum" antes de "Firework", como parte final del show.
- El 22 de junio de 2018 en Manchester, Perry interpretó "By the Grace of God" en lugar de "Into Me You See" como dedicatoria a la ciudad por el atentado en Manchester.
- El 28 de junio de 2018 en Barcelona, Perry interpretó un cover de "One of Us" de Joan Osborne en lugar de "Into Me You See".

## Fechas
| Fecha                    | Ciudad            | País                   | Recinto                          | Acto de apertura    | Asistencia               | Recaudación |
| ------------------------ | ----------------- | ---------------------- | -------------------------------- | ------------------- | ------------------------ | ----------- |
| América del Norte        |                   |                        |                                  |                     |                          |             |
| 19 de septiembre de 2017 | Montreal          | Canadá                 | Bell Centre                      | Noah Cyrus          | N/A                      | N/A         |
| 21 de septiembre de 2017 | Uncasville        | Estados Unidos         | Mohegan Sun Arena                | Noah Cyrus          | 6 334 / 6 554 (96,64%)   | $1 704 881  |
| 22 de septiembre de 2017 | Pittsburgh        | Estados Unidos         | PPG Paints Arena                 | Noah Cyrus          | 8 577 / 12 163 (70,52%)  | $752 651    |
| 24 de septiembre de 2017 | Columbus          | Estados Unidos         | Schottenstein Center             | Noah Cyrus          | N/A                      | N/A         |
| 25 de septiembre de 2017 | Washington D. C.  | Estados Unidos         | Verizon Center                   | Noah Cyrus          | 11 503 / 12 512 (91,94%) | $1 261 215  |
| 29 de septiembre de 2017 | Boston            | Estados Unidos         | TD Garden                        | Noah Cyrus          | N/A                      | N/A         |
| 30 de septiembre de 2017 | Boston            | Estados Unidos         | TD Garden                        | Noah Cyrus          | N/A                      | N/A         |
| 2 de octubre de 2017     | Nueva York        | Estados Unidos         | Madison Square Garden            | Noah Cyrus          | 21 688 / 22 667 (95,68%) | $2 618 096  |
| 6 de octubre de 2017     | Nueva York        | Estados Unidos         | Madison Square Garden            | Noah Cyrus          | 21 688 / 22 667 (95,68%) | $2 618 096  |
| 8 de octubre de 2017     | Newark            | Estados Unidos         | Prudential Center                | Noah Cyrus          | 10 067 / 11 307          | $1 118 597  |
| 9 de octubre de 2017     | Quebec            | Canadá                 | Videotron Centre                 | Noah Cyrus          | 11 798 / 12 700          | $996 542    |
| 11 de octubre de 2017    | Brooklyn          | Estados Unidos         | Barclays Center                  | Noah Cyrus          | 9 055 / 11 712           | $1 002 705  |
| 12 de octubre de 2017    | Filadelfia        | Estados Unidos         | Wells Fargo Center               | Noah Cyrus          | N/A                      | N/A         |
| 16 de octubre de 2017    | Louisville        | Estados Unidos         | KFC Yum! Center                  | Noah Cyrus          | 9 192 / 12 267           | $689 988    |
| 18 de octubre de 2017    | Nashville         | Estados Unidos         | Bridgestone Arena                | Noah Cyrus          | 8 276 / 8 686            | $695 458    |
| 22 de octubre de 2017    | Saint Louis       | Estados Unidos         | Scottrade Center                 | Noah Cyrus          | N/A                      | N/A         |
| 24 de octubre de 2017    | Chicago           | Estados Unidos         | United Center                    | Noah Cyrus          | N/A                      | N/A         |
| 25 de octubre de 2017    | Chicago           | Estados Unidos         | United Center                    | Noah Cyrus          | N/A                      | N/A         |
| 27 de octubre de 2017    | Kansas City       | Estados Unidos         | Sprint Center                    | Noah Cyrus          | 8 507 / 10 351           | $820 925    |
| 31 de octubre de 2017    | Toronto           | Canadá                 | Air Canada Centre                | Noah Cyrus          | N/A                      | N/A         |
| 1 de noviembre de 2017   | Toronto           | Canadá                 | Air Canada Centre                | Noah Cyrus          | N/A                      | N/A         |
| 7 de noviembre de 2017   | Los Ángeles       | Estados Unidos         | Staples Center                   | Purity Ring         | N/A                      | N/A         |
| 8 de noviembre de 2017   | Los Ángeles       | Estados Unidos         | Staples Center                   | Purity Ring         | N/A                      | N/A         |
| 10 de noviembre de 2017  | Los Ángeles       | Estados Unidos         | Staples Center                   | Purity Ring         | N/A                      | N/A         |
| 14 de noviembre de 2017  | San José          | Estados Unidos         | SAP Center                       | Purity Ring         | 10 770 / 11 797          | $1 211 375  |
| 24 de noviembre de 2017  | Salt Lake City    | Estados Unidos         | Vivint Smart Home Arena          | Purity Ring         | N/A                      | N/A         |
| 26 de noviembre de 2017  | Denver            | Estados Unidos         | Pepsi Center                     | Purity Ring         | 9 340 / 10 198           | $1 097 949  |
| 28 de noviembre de 2017  | Omaha             | Estados Unidos         | CenturyLink Center Omaha         | Purity Ring         | 10 017 / 11 965          | $769 168    |
| 29 de noviembre de 2017  | Tulsa             | Estados Unidos         | BOK Center                       | Purity Ring         | 10 243 / 11 208          | $672 842    |
| 1 de diciembre de 2017   | Saint Paul        | Estados Unidos         | Xcel Energy Center               | Purity Ring         | N/A                      | N/A         |
| 2 de diciembre de 2017   | Des Moines        | Estados Unidos         | Wells Fargo Arena                | Purity Ring         | N/A                      | N/A         |
| 4 de diciembre de 2017   | Milwaukee         | Estados Unidos         | Bradley Center                   | Purity Ring         | N/A                      | N/A         |
| 6 de diciembre de 2017   | Detroit           | Estados Unidos         | Little Caesars Arena             | Purity Ring         | 11 475 / 11 475          | $895 084    |
| 7 de diciembre de 2017   | Grand Rapids      | Estados Unidos         | Van Andel Arena                  | Purity Ring         | N/A                      | N/A         |
| 9 de diciembre de 2017   | Indianápolis      | Estados Unidos         | Bankers Life Fieldhouse          | Purity Ring         | 9 595 / 9 595            | $871 077    |
| 10 de diciembre de 2017  | Cleveland         | Estados Unidos         | Quicken Loans Arena              | Purity Ring         | 8 744 / 11 373           | $896 760    |
| 12 de diciembre de 2017  | Atlanta           | Estados Unidos         | Philips Arena                    | Purity Ring         | 8 782 / 10 580           | $950 017    |
| 15 de diciembre de 2017  | Tampa             | Estados Unidos         | Amalie Arena                     | Purity Ring         | 9 334 / 11 555           | $981 256    |
| 17 de diciembre de 2017  | Orlando           | Estados Unidos         | Amway Center                     | Purity Ring         | 10 071 / 11 294          | $1 145 356  |
| 20 de diciembre de 2017  | Miami             | Estados Unidos         | American Airlines Arena          | Purity Ring         | 12 754 / 12 754          | $1 570 092  |
| Asia                     |                   |                        |                                  |                     |                          |             |
| 31 de diciembre de 2017  | Abu Dhabi         | Emiratos Árabes Unidos | Du Arena                         | Martin Avari Gülşen | 22 500 / 22 500          | $2 477 202  |
| América del Norte        |                   |                        |                                  |                     |                          |             |
| 5 de enero de 2018       | Nueva Orleans     | Estados Unidos         | Smoothie King Center             | Carly Rae Jepsen    | —                        | —           |
| 7 de enero de 2018       | Houston           | Estados Unidos         | Toyota Center                    | Carly Rae Jepsen    | 9 655 / 10 432           | $1 139 385  |
| 10 de enero de 2018      | San Antonio       | Estados Unidos         | AT&T Center                      | Carly Rae Jepsen    | 12 637 / 12 637          | $956 673    |
| 12 de enero de 2018      | North Little Rock | Estados Unidos         | Verizon Arena                    | Carly Rae Jepsen    | 10,270 / 12,000          | $793,991    |
| 14 de enero de 2018      | Dallas            | Estados Unidos         | American Airlines Center         | Carly Rae Jepsen    | 11 341 / 11 341          | $1 455 098  |
| 19 de enero de 2018      | Glendale          | Estados Unidos         | Gila River Arena                 | Carly Rae Jepsen    | N/A                      | N/A         |
| 20 de enero de 2018      | Las Vegas         | Estados Unidos         | T-Mobile Arena                   | Carly Rae Jepsen    | 12,944 / 13,947          | $1,230,517  |
| 31 de enero de 2018      | Sacramento        | Estados Unidos         | Golden 1 Center                  | Carly Rae Jepsen    | 10 635 / 11 024          | $1 206 081  |
| 2 de febrero de 2018     | Portland          | Estados Unidos         | Moda Center                      | Carly Rae Jepsen    | 11,756 / 12,531          | $1,144,786  |
| 3 de febrero de 2018     | Tacoma            | Estados Unidos         | Tacoma Dome                      | Carly Rae Jepsen    | 17,136 / 17,970          | $1,436,723  |
| 5 de febrero de 2018     | Vancouver         | Canadá                 | Rogers Arena                     | Carly Rae Jepsen    | 22,888 / 24,844          | $1,761,537  |
| 6 de febrero de 2018     | Vancouver         | Canadá                 | Rogers Arena                     | Carly Rae Jepsen    | 22,888 / 24,844          | $1,761,537  |
| América del Sur          |                   |                        |                                  |                     |                          |             |
| 8 de marzo de 2018       | Santiago          | Chile                  | Pista Atlética                   | Schuster            | 15,336 / 22,190          | $1,409,543  |
| 11 de marzo de 2018      | Buenos Aires      | Argentina              | Club Ciudad                      | Lali                | 11,369 / 13,308          | $999,068    |
| 14 de marzo de 2018      | Porto Alegre      | Brasil                 | Arena do Grêmio                  | Bebe Rexha          | 13,989 / 14,707          | $1,161,742  |
| 17 de marzo de 2018      | São Paulo         | Brasil                 | Allianz Parque                   | Bebe Rexha          | 37,284 / 37,284          | $2,926,354  |
| 18 de marzo de 2018      | Río de Janeiro    | Brasil                 | Praça Da Apoteose                | Bebe Rexha          | 11,888 / 13,509          | $808,049    |
| 21 de marzo de 2018      | Lima              | Perú                   | Jockey Club del Perú (Parcela H) | Bebe Rexha          | 8,036 / 16,136           | $853,722    |
| Asia                     |                   |                        |                                  |                     |                          |             |
| 27 de marzo de 2018      | Tokio             | Japón                  | Saitama Arena                    | N/A                 | —                        | —           |
| 28 de marzo de 2018      | Tokio             | Japón                  | Saitama Arena                    | N/A                 | —                        | —           |
| 30 de marzo de 2018      | Hong Kong         | Hong Kong              | AsiaWorld–Arena                  | N/A                 | —                        | —           |
| 2 de abril de 2018       | Manila            | Filipinas              | Mall Of Asia Arena               | N/A                 | —                        | —           |
| 4 de abril de 2018       | Taipéi            | Taiwán                 | Taipei Arena                     | N/A                 | —                        | —           |
| 6 de abril de 2018       | Seúl              | Corea del Sur          | Gocheok Sky Dome                 | N/A                 | —                        | —           |
| 8 de abril de 2018       | Singapur          | Singapur               | Estadio Cubierto de Singapur     | [                   | —                        | —           |
| 10 de abril de 2018      | Bangkok           | Tailandia              | Impact Arena                     |                     | —                        | —           |
| 14 de abril de 2018      | Yakarta           | Indonesia              | Indonesia Convention Exhibition  | N/A                 | —                        | —           |
| América del Norte        |                   |                        |                                  |                     |                          |             |
| 3 de mayo de 2018        | Ciudad de México  | México                 | Arena Ciudad de México           | CYN                 | 44,000 / 44,000          | $2,872,249  |
| 4 de mayo de 2018        | Ciudad de México  | México                 | Arena Ciudad de México           | CYN                 | 44,000 / 44,000          | $2,872,249  |
| 8 de mayo de 2018        | Monterrey         | México                 | Arena Monterrey                  | CYN                 | 29,000 / 29,000          | $1,722,614  |
| 9 de mayo de 2018        | Monterrey         | México                 | Arena Monterrey                  | CYN                 | 29,000 / 29,000          | $1,722,614  |
| 11 de mayo de 2018       | Guadalajara       | México                 | Arena VFG                        | CYN                 | 10,359 / 10,445          | $1,093,943  |
| 19 de mayo de 2018       | Santa Bárbara     | Estados Unidos         | Santa Barbara Bowl               | N/A                 | —                        | —           |
| Europa                   |                   |                        |                                  |                     |                          |             |
| 23 de mayo de 2018       | Colonia           | Alemania               | Lanxess Arena                    | Tove Styrke         | —                        | —           |
| 24 de mayo de 2018       | Amberes           | Bélgica                | Sportpaleis                      | Tove Styrke         | 15,025 / 21,172          | $1,255,551  |
| 26 de mayo de 2018       | Ámsterdam         | Países Bajos           | Ziggo Dome                       | Tove Styrke         | —                        | —           |
| 27 de mayo de 2018       | Ámsterdam         | Países Bajos           | Ziggo Dome                       | Tove Styrke         | —                        | —           |
| 29 de mayo de 2018       | París             | Francia                | AccorHotels Arena                | Tove Styrke         | 29,647 / 30,920          | $2,841,439  |
| 30 de mayo de 2018       | París             | Francia                | AccorHotels Arena                | Tove Styrke         | 29,647 / 30,920          | $2,841,439  |
| 1 de junio de 2018       | Zúrich            | Suiza                  | Hallenstadion                    | Tove Styrke         | 12,000 / 12,000          | $1,046,880  |
| 2 de junio de 2018       | Bologna           | Italia                 | Unipol Arena                     | Tove Styrke         | —                        | —           |
| 4 de junio de 2018       | Viena             | Austria                | Wiener Stadthalle                | Tove Styrke         | —                        | —           |
| 6 de junio de 2018       | Berlín            | Alemania               | Mercedes-Benz Arena              | Tove Styrke         | —                        | —           |
| 8 de junio de 2018       | Copenhague        | Dinamarca              | Royal Arena                      | Tove Styrke         | —                        | —           |
| 10 de junio de 2018      | Estocolmo         | Suecia                 | Ericsson Globe                   | Tove Styrke         | —                        | —           |
| 14 de junio de 2018      | Londres           | Reino Unido            | The O2 Arena                     | Hailee Steinfeld    | 25,913 / 29,609          | $2,194,680  |
| 15 de junio de 2018      | Londres           | Reino Unido            | The O2 Arena                     | Hailee Steinfeld    | 25,913 / 29,609          | $2,194,680  |
| 18 de junio de 2018      | Birmingham        | Reino Unido            | Barclaycard Arena                | Hailee Steinfeld    | —                        | —           |
| 19 de junio de 2018      | Sheffield         | Reino Unido            | Sheffield Arena                  | Hailee Steinfeld    | —                        | —           |
| 21 de junio de 2018      | Liverpool         | Reino Unido            | Echo Arena                       | Hailee Steinfeld    | —                        | —           |
| 22 de junio de 2018      | Mánchester        | Reino Unido            | Manchester Arena                 | Hailee Steinfeld    | —                        | —           |
| 24 de junio de 2018      | Glasgow           | Reino Unido            | The Hydro                        | Hailee Steinfeld    | 11,274 / 11,453          | $911,064    |
| 25 de junio de 2018      | Newcastle         | Reino Unido            | Metro Radio Arena                | Hailee Steinfeld    | —                        | —           |
| 28 de junio de 2018      | Barcelona         | España                 | Palau Sant Jordi                 | Hailee Steinfeld    | —                        | —           |
| 30 de junio de 2018      | Lisboa            | Portugal               | Parque da Bela Vista             | Festival            | Festival                 | Festival    |
| África                   |                   |                        |                                  |                     |                          |             |
| 18 de julio de 2018      | Johannesburgo     | Sudáfrica              | Ticketpro Dome                   | The Dolls Elle B    | —                        | —           |
| 20 de julio de 2018      | Johannesburgo     | Sudáfrica              | Ticketpro Dome                   | The Dolls Elle B    | —                        | —           |
| 21 de julio de 2018      | Johannesburgo     | Sudáfrica              | Ticketpro Dome                   | The Dolls Elle B    | —                        | —           |
| Oceanía                  |                   |                        |                                  |                     |                          |             |
| 24 de julio de 2018      | Perth             | Australia              | Perth Arena                      | Starley             | 22,633 / 22,992          | $1,978,590  |
| 25 de julio de 2018      | Perth             | Australia              | Perth Arena                      | Starley             | 22,633 / 22,992          | $1,978,590  |
| 28 de julio de 2018      | Adelaida          | Australia              | Adelaide Entertainment Centre    | Starley             | —                        | —           |
| 30 de julio de 2018      | Adelaida          | Australia              | Adelaide Entertainment Centre    | Starley             | —                        | —           |
| 31 de julio de 2018      | Adelaida          | Australia              | Adelaide Entertainment Centre    | Starley             | —                        | —           |
| 2 de agosto de 2018      | Melbourne         | Australia              | Rod Laver Arena                  | Starley             | —                        | —           |
| 3 de agosto de 2018      | Melbourne         | Australia              | Rod Laver Arena                  | Starley             | —                        | —           |
| 5 de agosto de 2018      | Melbourne         | Australia              | Rod Laver Arena                  | Starley             | —                        | —           |
| 8 de agosto de 2018      | Brisbane          | Australia              | Brisbane Entertainment Centre    | Zedd                | —                        | —           |
| 10 de agosto de 2018     | Brisbane          | Australia              | Brisbane Entertainment Centre    | Zedd                | —                        | —           |
| 13 de agosto de 2018     | Sídney            | Australia              | Qudos Bank Arena                 | Zedd                | —                        | —           |
| 14 de agosto de 2018     | Sídney            | Australia              | Qudos Bank Arena                 | Zedd                | —                        | —           |
| 16 de agosto de 2018     | Sídney            | Australia              | Qudos Bank Arena                 | Zedd                | —                        | —           |
| 17 de agosto de 2018     | Sídney            | Australia              | Qudos Bank Arena                 | Zedd                | —                        | —           |
| 20 de agosto de 2018     | Auckland          | Nueva Zelanda          | Spark Arena                      | Zedd                | —                        | —           |
| 21 de agosto de 2018     | Auckland          | Nueva Zelanda          | Spark Arena                      | Zedd                | —                        | —           |

### Conciertos cancelados
| Fecha                    | Ciudad    | País           | Recinto         | Motivo                     |
| ------------------------ | --------- | -------------- | --------------- | -------------------------- |
| 16 de septiembre de 2017 | Buffalo   | Estados Unidos | KeyBank Center  | Retrasos en la producción  |
| 27 de septiembre de 2017 | Charlotte | Estados Unidos | Spectrum Center | Conflictos de programación |